# 虞坂古盐道
虞坂古盐道，又名虞坂、虞坂道、虞坂茅津道、盐坂，是中国古代的一条重要运盐道路，同时也被认为是“假道伐虢”和“伯乐相马”的发生地。1956年道路被废弃，20世纪80年代被重新发现。2013年，虞坂古盐道被列为全国重点文物保护单位。

## 历史
虞坂古盐道因其地处春秋时期虞国都城附近而得名。因其左右均为青石山体，整条道路横截面形似石槽，故而又被称为青石槽:64-66。虞坂有史料记载的时间已达3300余年，但其开凿的确切年代没有记载。早期的虞坂距离较长，向南可以抵达茅津渡，向北可以通过王峪口，是一条自盐池向今陕西、河南一带运盐的重要通道。此外，虞坂还被认为是“假道伐虢”典故中晋国向虞国所借用的通道，以及“伯乐相马”的故事发生地之一。但虞坂周围地势险峻，并不便于马车通行。明代正德八年（1513年），时任河东巡盐御史张士隆将虞坂左右凿宽，并将山体坡度修缓。1956年，虞坂的交通作用正式被现代公路所取代。此后虞坂被逐渐废弃，路基为杂草所覆盖。20世纪80年代初，平陆县文化馆组织人力对虞坂进行了调查，经探明的虞坂长度达到8公里。2004年，虞坂古盐道与盐池禁墙合并列为第四批山西省文物保护单位。2005年，虞坂的路面得以修复。2013年，虞坂古盐道被单独列为第七批全国重点文物保护单位，起始时代被认定为西周。

## 结构
虞坂古盐道位于山西省运城市平陆县四州山北麓，全长8公里，宽2至4米。虞坂全线从从平陆县张店镇坪头铺下山，途径儿女洞、锁阳关、青石槽、伯乐识处、小鬼额头、踏三迭浪、猴儿牙楂骨等地，至盐湖区东郭镇磨河村南山底。路面上留有大量车辙印和马蹄印。:64-66:230
| 盐湖区 磨河村 虞坂古盐道 卸牛坪村 平陆县 |